# Anemia elegans
Anemia elegans là một loài dương xỉ trong họ Anemiaceae. Loài này được Gardner C. Presl mô tả khoa học đầu tiên năm 1845.